# Піла (округ)
Округ Піла (ісп. Pila) — адміністративно-територіальна одиниця 2-ого рівня у провінції Буенос-Айрес в центральній Аргентині. Адміністративний центр округу — Піла (ісп. Pila).
Населення округу становить 3640 осіб (2010). Площа — 3453 кв. км.

## Історія
Округ заснований у 1839 році.

## Населення
У 2010 році населення становило 3640 осіб. З них чоловіків — 1834, жінок — 1806.

## Політика
Округ належить до 5-ого виборчого сектору провінції Буенос-Айрес.